# Medicine Hat
Medicine Hat is een stad in het zuidoostelijke deel van de Canadese provincie Alberta, gelegen in de vallei van de South Saskatchewan-rivier op een hoogte van 670 m boven de zeespiegel. In 2021 telde de stad 63.271 inwoners op een oppervlakte van 112,01 km2. Vanwege de aanwezigheid van aardgas onder de stad heet ze ook wel Gas City.
Medicine Hat kent een vrij droog landklimaat met koude, droge winters en warme zomers. De winterkou wordt soms doorbroken door een warme Chinookwind die vanaf de Rocky Mountains droge en relatief warme lucht aanvoert.
In 1883, nadat de Canadian Pacific Railway het gebied doorkruiste, werd Medicine Hat opgericht. Ze werd vernoemd naar de hoofdtooi van medicijnmannen van de Blackfoot-indianen. Deze stam bewoonde samen met de Cree en Assiniboine enige honderden jaren lang het gebied tot de Europeanen kwamen. In 1906 werd Medicine Hat een stad.

## Geboren
- Richard Taylor (1929-2018), natuurkundige en Nobelprijswinnaar (1990)
- Trevor Linden (1970), ijshockeyer
- Jadyn Wong (1985), actrice